# اکرنفورده
شهر اکرنفورده در ایالت اشلسویگ-هل‌اشتاین در کشور آلمان واقع شده است.